# Confederação Sindical Galega
A Confederação Sindical Galega (CSG, em galego: Confederación Sindical Galega) foi um sindicato nacionalista galego que se formou com uma cisão da espanhola Unión Sindical Obrera (USO) em 1980.

## Origens
A CSG celebrou o seu primeiro congresso em setembro de 1980, e boa parte dos quadros elegidos eram membros do Partido Socialista Galego. Em setembro de 1982 integrou-se na Intersindical Nacional dos Trabalhadores Galegos (INTG). Silo Castro foi seu secretário nacional de coordenação. 

## Saída da INTG e fundação da CGTG
Embora tivesse ingressado na INTG, a CSG permaneceu como corrente crítica, opondo-se à gestão do secretário-geral Xan Carballo, vinculado com o Partido Comunista de Libertação Nacional (PCLN). Nessa corrente de oposição também participaram membros da Central de Trabalhadores Galegos (CTG), que era parte fundadora da INTG. A corrente crítica consolidou-se em 1984 sob o nome de Convergência Sindical Nacionalista (CSN), vinculada principalmente com o Partido Socialista Galego-Esquerda Galega (PSG-EG), fundado naquele ano e dirigido por Camilo Nogueira. A CSN decidiu abandonar a INTG em 1985, formando a Confederação Geral dos Trabalhadores Galegos (CGTG), que celebrou em outubro desse ano o seu primeiro congresso. Nele, Fernando Acuña foi eleito secretário-geral.